# Hugh Wilson (labdarúgó-játékvezető)
Hugh Wilson (Belfast, 1936. június 1. –) északír nemzetközi labdarúgó-játékvezető.

## Pályafutása

### Nemzetközi játékvezetés
Az Északír labdarúgó-szövetség Játékvezető Bizottsága (JB) 1971-ben terjesztette fel nemzetközi játékvezetőnek, a Nemzetközi Labdarúgó-szövetség (FIFA) bíróinak keretébe. Több nemzetek közötti válogatott és klubmérkőzést vezetett vagy partbíróként tevékenykedett. Az északír nemzetközi játékvezetők rangsorában, a világbajnokság-Európa-bajnokság sorrendjében többedmagával a 16. helyet foglalja el 1 találkozó szolgálatával. Az aktív nemzetközi játékvezetéstől 1980-ban búcsúzott.

#### Európa-bajnokság
Az európai torna döntőjéhez vezető úton Belgiumba a IV., az 1972-es labdarúgó-Európa-bajnokságra az UEFA JB játékvezetőként foglalkoztatta.
| Időpont           | Helyszín                   | Mérkőzés típusa           | Mérkőzés      | Eredmény | Nézők száma |
| ----------------- | -------------------------- | ------------------------- | ------------- | -------- | ----------- |
| 1971. április 24. | Freundschaft Stadion, Gera | előselejtező (7. csoport) | NDK–Luxemburg | 2 : 1    | 11 276      |

#### Brit bajnokság
Résztvevői: Anglia-, Skócia-, Wales-, Észak-Írország. 1883-ban alapítva. Évenként kerül kiírásra, pontozásos rendszer alapján bonyolítják le.
| Időpont         | Helyszín                      | Mérkőzés típusa | Mérkőzés     | Eredmény | Nézők száma |
| --------------- | ----------------------------- | --------------- | ------------ | -------- | ----------- |
| 1980. május 21. | Hampden Park Stadion, Glasgow | döntő           | Skócia–Wales | 1 : 0    | 31 359      |